# Baltasar Torres
Baltasar Torres (1518-1561) fou un matemàtic i jesuïta, conegut per haver estat el primer professor de matemàtiques del Collegio Romano.

## Vida i Obra
Baltasar Torres va estudiar medicina i va arribar a ser metge personal del virrei de Sicília, Juan de Vega. El 1553 va ingressar en la Companyia de Jesús i es va traslladar a Roma on va ser nomenat professor de matemàtiques del Collegio Romano (actual Pontifícia Universitat Gregoriana. El mes de febrer de 1561 es va traslladar a Nàpols per motius de salut, on va morir poc temps després.
Durant la seva estança a Sicília, Torres va ser deixeble de Francesco Maurolico, aleshores professor de la Universitat de Messina. També va establir una relació epistolar amb Federico Commandino, del qui va arribar a ser gran amic.
Entre 1557 i 1560, Torres va escriure dues propostes sobre l'ensenyament de les matemàtiques als col·legis de la Companyia, en els que probablement també hi participà Jeroni Nadal.